# 1087
سنة 1087 كانت سنة بسيطة تبدأ يوم الجمعة (الرابط يظهر نموذج التقويم الكامل للسنة) من التقويم اليولياني.

## مواليد
- ابن ملكا البغدادي.
- الفتح بن محمد بن خاقان.
- يوحنا الثاني كومنين.
- إبراهيم بن دينار

## وفيات
- أبو بكر بن عمر اللمتوني.
- ابن الحداد الأندلسي، شاعر أندلسي.
- أسماء بنت شهاب.
- إبراهيم بن يحيى الزرقالي.
- ابن الحداد الأندلسي.
- ابن وهبون.
- المؤيد في الدين الشيرازي.
- المظفر الاسفزاري.
- فكتور الثالث.
- قسطنطين الإفريقي.
- ويليام الفاتح.